# Isaac Stern
Isaac Stern (21 tháng 7 năm 1920 - 22 tháng 9 năm 2001) là một nghệ sĩ vĩ cầm người Mỹ.
Stern sinh ra ở Ba Lan. Ông đến Mỹ khi mới 14 tháng tuổi. Stern đã biểu diễn ở nhiều nơi trong nước và quốc tế, đặc biệt là những chuyến lưu diễn ở Liên Xô và Trung Quốc. Ông tham gia biểu diễn rộng rãi ở Israel, một quốc gia mà ông có quan hệ gắn bó ngay sau khi đất nước này được thành lập.
Stern đã nhận được sự công nhận rộng rãi cho sự nghiệp của mình, bao gồm việc giành được Huân chương Tự do của Tổng thống và sáu giải Grammy, và ông còn được trao huân chương Bắc Đẩu Bội tinh của Pháp. Khán phòng Isaac Stern tại Carnegie Hall mang tên ông vì những cống hiến của ông trong việc cứu thoát nơi này khỏi sự phá hủy vào những năm 1960.

## Tiểu sử

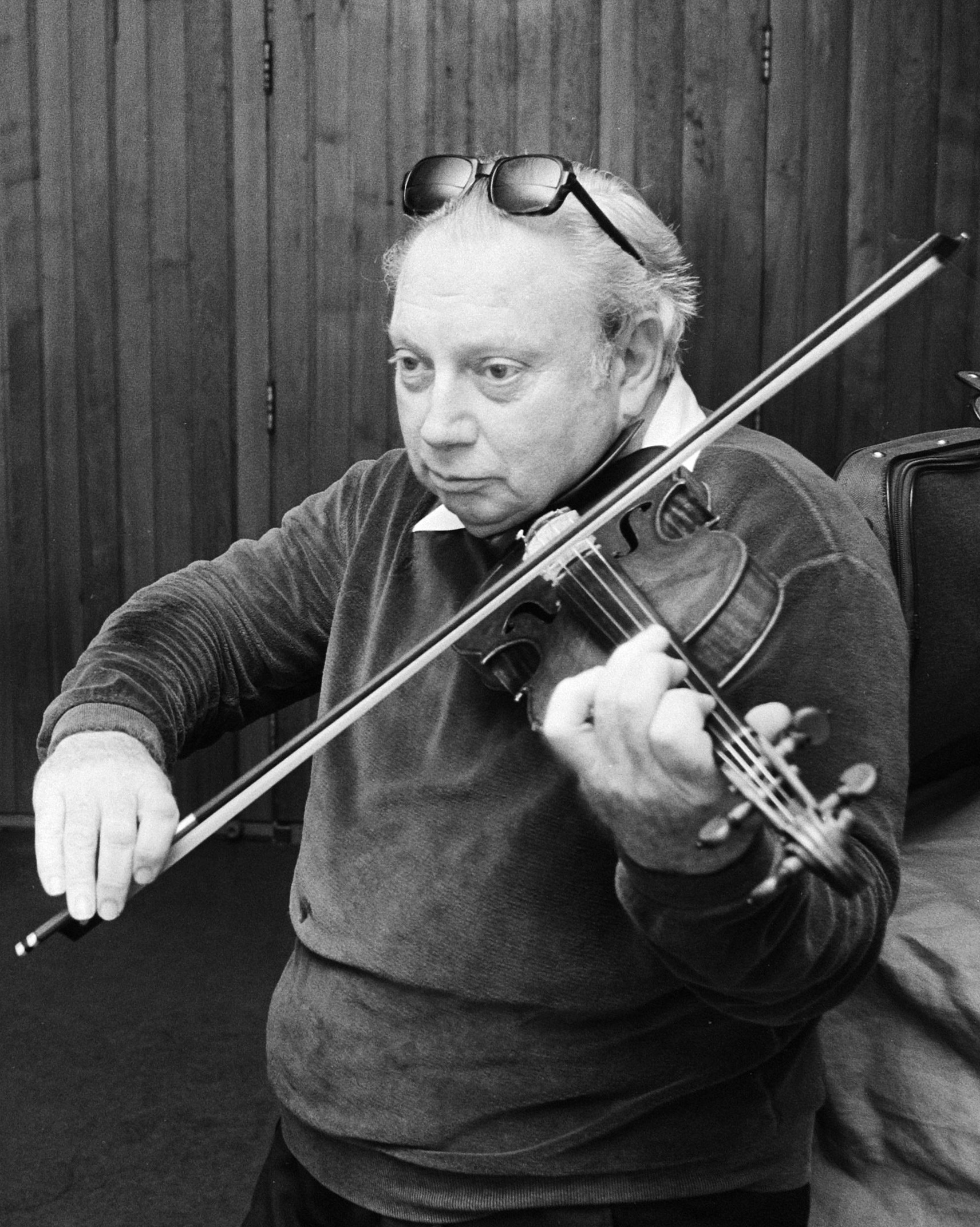
Isaac Stern năm 1975

Isaac Stern sinh ra ở Kremenets, Ba Lan (nay là Ukraina), trong một gia đình gốc Do Thái. Ông là con trai của Solomon và Clara Stern. Khi mới 14 tháng tuổi, ông cùng gia đình chuyển đến San Francisco vào năm 1921. Ông được học những bài học âm nhạc đầu đời từ mẹ của mình. Năm 1928, ông đăng ký học tại Nhạc viện San Francisco, nơi ông theo học cho đến năm 1931 trước khi học riêng với Louis Persinger. Ông trở lại Nhạc viện San Francisco để học trong 5 năm với Naoum Blinder, người mà ông nói rằng mình mang ơn nhiều nhất. Khi ra mắt công chúng vào ngày 18 tháng 2 năm 1936 ở tuổi 15, ông chơi bản concerto cho vĩ cầm số 3 cung Si thứ của Saint-Saëns với Dàn nhạc Giao hưởng San Francisco dưới sự chỉ đạo của nhạc trưởng Pierre Monteux. Suy ngẫm về lý lịch của mình, Stern đã từng châm biếm một cách đáng nhớ rằng giao lưu văn hóa giữa Hoa Kỳ và nước Nga Xô Viết chỉ là chuyện đơn giản:
"Họ gửi cho chúng ta những người Do Thái của họ từ Odessa, và chúng ta gửi cho họ những người Do Thái của chúng ta từ Odessa." 
Trong Thế chiến thứ hai, Stern bị từ chối nghĩa vụ quân sự vì bàn chân bị bẹt. Sau đó ông gia nhập United Service Organization và biểu diễn cho lính Mỹ. Trong một buổi biểu diễn cho quân đội ở Guadalcanal, một người lính Nhật Bản đã bị mê hoặc bởi phong thái biểu diễn của ông nên người lính ấy đã lẻn vào, giả làm khán giả là các nhân viên Hoa Kỳ đang nghe màn trình diễn của ông trước khi trốn ra ngoài.
Stern đã đi lưu diễn ở Liên Xô vào năm 1951, và là nghệ sĩ vĩ cầm người Mỹ đầu tiên thực hiện điều này. Năm 1967, Stern tuyên bố từ chối quay trở lại Liên Xô cho đến khi chế độ Liên Xô cho phép các nghệ sĩ tự do ra vào đất nước. Chuyến thăm duy nhất của ông đến Đức là vào năm 1999 để giảng dạy cho một loạt các lớp học chuyên môn (master class), nhưng ông chưa bao giờ biểu diễn trước công chúng ở Đức.
Stern kết hôn ba lần. Cuộc hôn nhân đầu tiên của ông bắt đầu vào năm 1948 với nữ diễn viên ballet Nora Kaye, kết thúc chỉ sau 18 tháng, nhưng sau đó hai người vẫn là bạn bè. Vào ngày 17 tháng 8 năm 1951, ông kết hôn với Vera Lindenblit (1927–2015). Họ có với nhau 3 người con, bao gồm nhạc trưởng Michael và David Stern. 43 năm sau, cuộc hôn nhân của họ kết thúc khi ly hôn vào năm 1994. Năm 1996, Stern kết hôn với người vợ thứ ba, Linda Reynolds. Sau khi qua đời, ông để lại người vợ góa, ba người con cùng năm người cháu.
Stern qua đời ngày 22 tháng 9 năm 2001 vì suy tim tại bệnh viện Manhattan, New York sau một thời gian dài lưu trú tại đây.

## Sự nghiệp âm nhạc
Năm 1940, Stern bắt đầu biểu diễn với nghệ sĩ dương cầm sinh ra tại Nga là Alexander Zakin và hai người cộng tác cho đến năm 1977. Trong giới âm nhạc, Stern trở nên nổi tiếng về những bản thu âm của mình và vì đã ủng hộ một số nghệ sĩ khác trẻ tuổi hơn. Trong số những tài năng mà ông khám phá ra được có những nghệ sĩ cello Mã Hữu Hữu, Vương Kiên và các nghệ sĩ vĩ cầm nổi tiếng Itzhak Perlman, Pinchas Zukerman.
Vào thập niên 1960, ông đã đóng một vai trò quan trọng trong việc giải cứu Hội trường Carnegie của Thành phố New York khỏi sự phá hủy bằng cách tổ chức Ủy ban Công dân để Cứu Hội trường Carnegie. Sau khi Thành phố New York mua lại Hội trường Carnegie, Tập đoàn Hội trường Carnegie được thành lập và Stern được chọn làm chủ tịch đầu tiên, một chức danh mà ông giữ cho đến khi qua đời. Hội trường Carnegie sau đó đã đặt tên khán phòng chính theo tên Stern để vinh danh ông.
Trong số nhiều bản thu âm của Stern có các bản concerto của Brahms, Bach, Beethoven, Mendelssohn, Sibelius, Tchaikovsky, Vivaldi và các tác phẩm hiện đại của Barber, Bartók, Stravinsky, Bernstein, Rochberg và Dutilleux. Bản concerto của Dutilleux mang tên L'arbre des songes (Tạm dịch: Ngọn cây của những giấc mơ) là do chính Stern đặt làm năm 1985. Ông cũng lồng tiếng cho các diễn viên chơi vĩ cầm trong một số bộ phim, chẳng hạn như Fiddler on the Roof.
Stern từng là cố vấn âm nhạc cho bộ phim năm 1946 mang tên Humoresque, kể về câu chuyện một tài năng vĩ cầm đang nổi và người bảo trợ của anh, lần lượt do John Garfield và Joan Crawford thủ vai. Ông cũng là nghệ sĩ độc tấu violin đặc biệt trong phần nhạc phim năm 1971 của Fiddler on the Roof. Năm 1999, ông xuất hiện trong bộ phim Music of the Heart (tạm dịch: Âm nhạc của trái tim), cùng với Itzhak Perlman và một số nghệ sĩ vĩ cầm nổi tiếng khác cùng với dàn nhạc trẻ do Meryl Streep chỉ huy (bộ phim dựa trên câu chuyện có thật về một giáo viên vĩ cầm tài năng ở Harlem, người đã đưa các nhạc sĩ của cô đến biểu diễn trong một buổi hòa nhạc ở Hội trường Carnegie).
Trong cuốn tự truyện đồng tác giả của mình với Chaim Potok mang tên My First 79 Years (tạm dịch: 79 năm đầu tiên của đời tôi), Stern đã viết Nathan Milstein và Arthur Grumiaux là những người có ảnh hưởng lớn đến phong cách biểu diễn của ông.
Ông giành giải Grammy cho sự nghiệp của mình cùng với Eugene Istomin và Leonard Rose, bộ ba nhạc thính phòng nổi tiếng trong những năm 1960 và 70, đồng thời ông tiếp tục công việc hợp tác của mình với Alexander Zakin trong thời gian này. Stern đã thu âm một loạt tứ tấu piano trong những năm 1980 và 1990 với Emanuel Ax, Jaime Laredo và Mã Hữu Hữu, bao gồm các tác phẩm của Mozart, Beethoven, Schumann và Fauré, giành giải Grammy khác vào năm 1992 cho tác phẩm tứ tấu của Brahms Op. 25 và 26.
Năm 1979, bảy năm sau khi Richard Nixon có chuyến thăm chính thức đầu tiên của tổng thống Hoa Kỳ tới đất nước này, Cộng hòa Nhân dân Trung Hoa đã đề nghị Stern và nghệ sĩ dương cầm David Golub một lời mời chưa từng có là đến thăm đất nước này. Trong thời gian ở đây, ông cộng tác với Hiệp hội Giao hưởng Trung ương Trung Quốc (nay là Dàn nhạc giao hưởng Quốc gia Trung Quốc) dưới sự chỉ đạo của nhạc trưởng Lý Đức Luân. Chuyến thăm của họ đã được quay và sản xuất thành đến bộ phim tài liệu giành giải Oscar mang tên From Mao to Mozart: Isaac Stern in China (tạm dịch: Từ Mao Trạch Đông đến Mozart: Isaac Stern ở Trung Quốc).

## Mối quan hệ với Israel
Stern duy trì một quan hệ gắn bó chặt chẽ với Israel. Ông bắt đầu biểu diễn tại quốc gia này vào năm 1949. Năm 1973, ông biểu diễn phục vụ cho thương binh Israel trong Chiến tranh Yom Kippur. Trong Chiến tranh vùng Vịnh năm 1991 và các cuộc tấn công bằng tên lửa Scud của Iraq vào Israel, ông đã từng biểu diễn trong Nhà hát Jerusalem. Trong phần trình diễn của mình, tiếng còi báo động không kích vang lên khiến khán giả hoảng sợ. Sau đó Stern bước lên sân khấu và bắt đầu chơi một chương tác phẩm của Bach. Sau đó, khán giả đã bình tĩnh lại, đeo mặt nạ phòng độc và ngồi xem suốt phần trình diễn còn lại của ông. Stern là người ủng hộ một số dự án giáo dục ở Israel, trong số đó có Quỹ Mỹ-Israel và Trung tâm Âm nhạc Jerusalem.

## Nhạc cụ

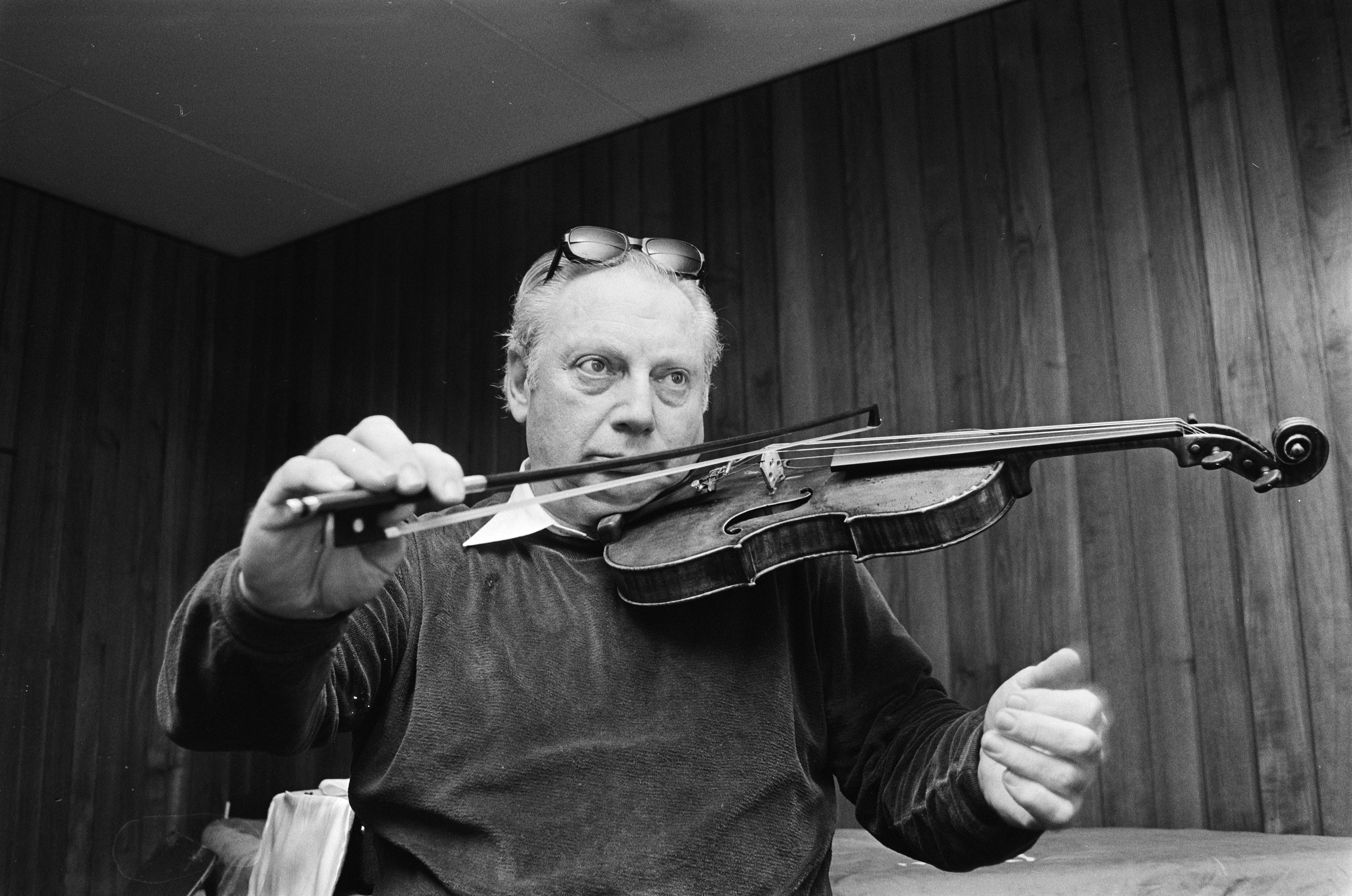
Isaac Stern đang chơi đàn một tay vào năm 1979

Nhạc cụ yêu thích của Stern là Ysaÿe Guarnerius, một trong những cây đàn vĩ cầm do nghệ nhân làm đàn người Cremona Giuseppe Guarneri del Gesù sản xuất. Trước đây cây đàn đã được chơi bởi nghệ sĩ vĩ cầm và nhà soạn nhạc Eugène Ysaÿe.
Trong số vài cây đàn khác khác, Stern cũng sử dụng cây "Kruse-Vormbaum" của Stradivari (1728), "ex-Stern" của Bergonzi (1733), "Panette" của Guarneri del Gesù (1737), Michele Angelo Bergonzi (1739–1757), "Arma Senkrah" của Guadagnini (1750), một cây của Giovanni Guadagnini (1754), một bản sao JB Vuillaume của "Panette" Guarneri del Gesu năm 1737 (khoảng 1850), và "ex-Nicolas I" của J.B Vuillaume (1840). Ông cũng sở hữu hai nhạc cụ chế tác đương đại của Samuel Zygmuntowicz và cây Jago Peternella của Ý.
Năm 2001, bộ sưu tập nhạc cụ, vĩ và các bản thảo âm nhạc của Stern đã được bán thông qua Tarisio Auctions. Cuộc đấu giá tháng 5 năm 2003 đã thiết lập một số kỷ lục thế giới và vào thời điểm đó là cuộc đấu giá vĩ cầm có doanh thu cao thứ hai mọi thời đại, với tổng doanh thu hơn 3,3 triệu đô la.

## Giải thưởng và vinh danh

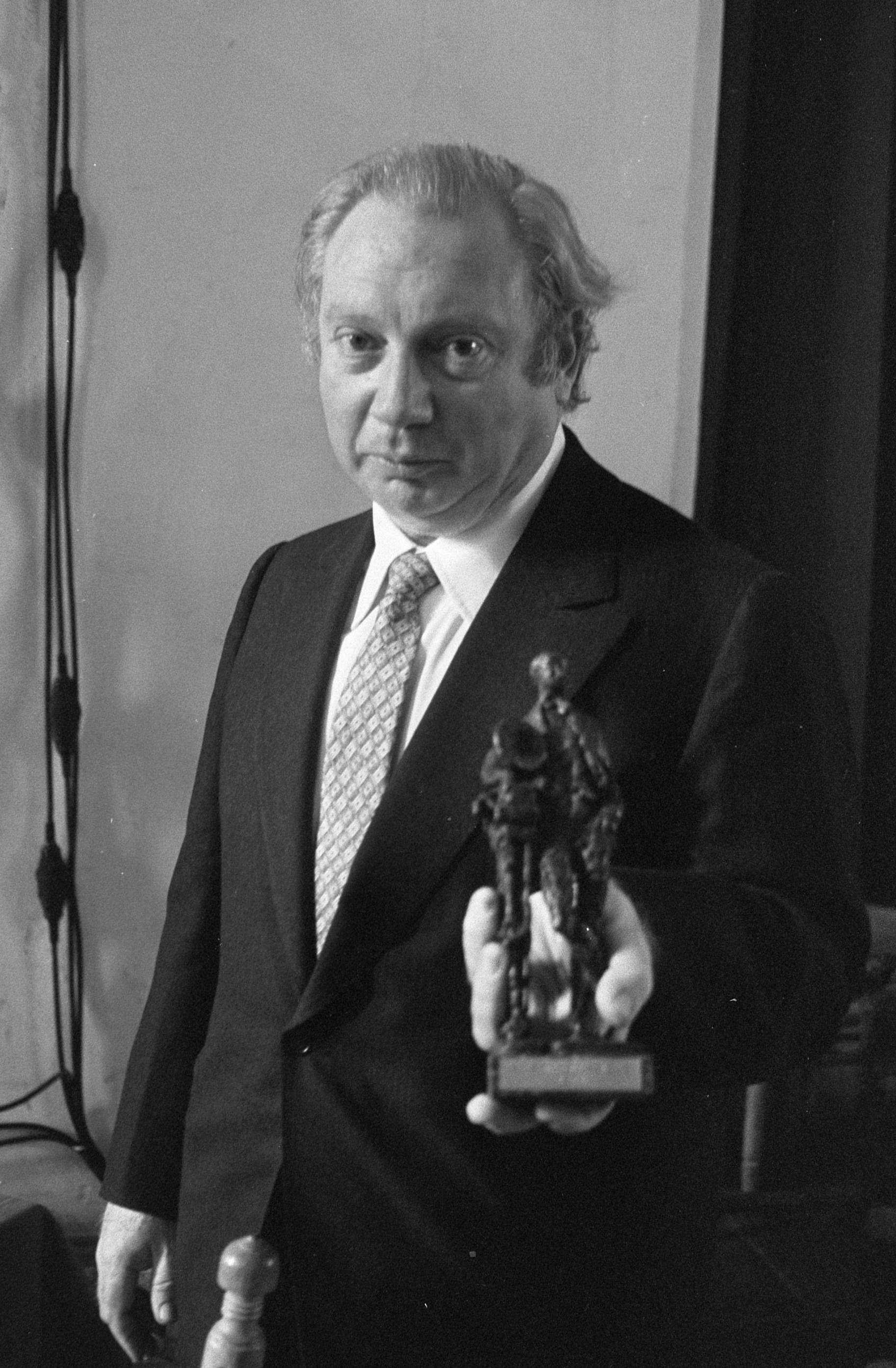
Isaac Stern nhận giải thưởng Edison năm 1971

- Giải thưởng Sonning (1982, trao tại Đan Mạch)
- Giải Wolf
- Kennedy Center Honours (1984)
- Giải Grammy cho (các) nghệ sĩ độc tấu nhạc cụ xuất sắc nhất (với dàn nhạc) (1962, 1963, 1965, 1982)
- Giải Grammy cho Màn trình diễn nhạc thính phòng hay nhất (1971, 1992)
- Huân chương Nghệ thuật Quốc gia (1991)[20]
- Huân chương Tự do của Tổng thống (1992)[21]
- Được bầu vào Hiệp hội Triết học Hoa Kỳ (1995)[22]
- Giải thưởng âm nhạc Polar (2000, trao tại Thụy Điển)
- Commandeur de la Légion d'honneur (1990)
- Huy chương vàng của Hiệp hội giao hưởng nhạc Hoàng gia (1991)
- Khán phòng Carnegie Midtown, Manhattan, New York: khán phòng chính được mang tên ông vào năm 1997.

Năm 2012, một con phố ở Tel Aviv được đặt tên là Stern.